# Squadra malaysiana di Coppa Davis
La squadra malaysiana di Coppa Davis rappresenta la Malaysia nella Coppa Davis, ed è posta sotto l'egida della Lawn Tennis Association of Malaysia.
La squadra debuttò nella competizione nel 1957, e non ha mai fatto parte del World Group. Attualmente è inclusa nel Group II della zona Asia/Oceania.

## Organico 2010
- Adam Jaya (ATP #1436)
- Yew-Ming Si (ATP #1458)
- Ariez Elyaas Deen Heshaam (ATP #)
- Mohd Assri Merzuki (ATP #)